# Teodora Špirić

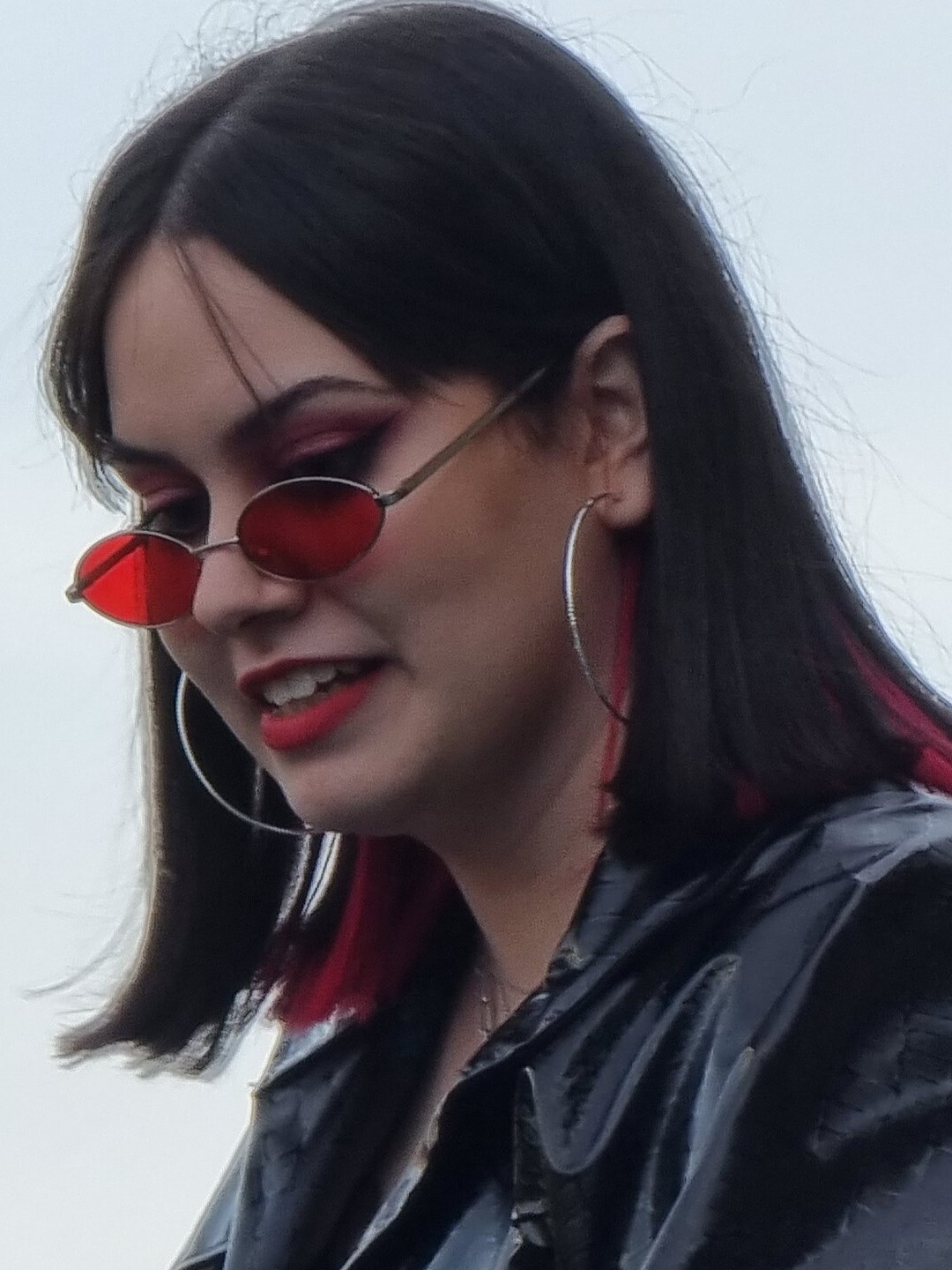
Teya (2023)

Teya (geboren am 12. April 2000 in Wien, Geburtsname Teodora Špirić; serbisch-kyrillisch Теодора Шпирић), auch bekannt unter ihrem früheren Künstlernamen Thea Devy, ist eine österreichische Singer-Songwriterin mit serbischen Wurzeln. Zusammen mit Selina-Maria Edbauer hat sie Österreich unter dem Namen Teya & Salena beim Eurovision Song Contest 2023 vertreten. 2025 gewann sie den Wettbewerb als Komponistin mit dem von JJ interpretierten Titel Wasted Love.

## Leben und Karriere
Teodora Špirić wurde am 12. April 2000 in Wien geboren und lebte für einige Jahre in Kladovo. Sie begann unter dem Namen Thea Devy Musik zu machen und brachte in der Schweiz einige Singles heraus. Auch unter dem Namen Thea Devy bewarb sie sich 2020 für den ESC mit dem Song Judgement Day. Als sie damit den Österreichischen Vorentscheid nicht gewonnen hatte, textete sie den Song zu Sudnji dan um und trat nochmal beim serbischen Vorentscheid Beovizija an. Nachdem sie 2021 bei der Castingshow Starmania die zweite Finalshow erreicht hatte und dabei Selina-Maria Edbauer kennen gelernt hatte, wurde 2023 bekannt gegeben, dass sie mit Selina-Maria Edbauer unter dem Namen Teya & Salena für Österreich beim Eurovision Song Contest 2023 antreten wird. Mit dem Song Who the Hell Is Edgar? erreichten sie im Finale den 15. Platz. Nach einigen Singles veröffentlichte sie 2024 ihre erste EP: Grandma on the Dancefloor. Neben den Songs, die sie unter dem Namen Teya veröffentlicht, schreibt sie auch Songs für andere Sänger.
So schrieb sie auch Wasted Love, den österreichischen Siegertitel des Eurovision Song Contest 2025. Gemeinsam mit League of Legends brachte sie 2025 Bite Marks heraus, den Soundtrack der Serie Welcome to Noxus.

## Diskografie

### EPs
- 2024: Grandma on the Dancefloor

### Singles
- 2022: Ex Me
- 2024: Behind the Scenes
- 2024: Not Scared Of Growing Old
- 2024: To-Do List
- 2025: Talk that Talk
- 2025: Bourgeoisie

Als Thea Devy
- 2018: Waiting For
- 2018: What Christmas Is About
- 2018: Collide (Radio Mix)
- 2020: Open Sky
- 2020: Judgement Day / Sudnji dan

Als Teya & Salena
- 2023: Who the Hell Is Edgar?
- 2023: Bye Bye Bye
- 2023: Ho Ho Ho

Als Gastmusikerin
- 2021: Runaway (Stay) (Ninski feat. Teya)
- 2022: Afloat (Ninski feat. Teya)
- 2022: Mirror, Mirror (Truu feat. Teya)
- 2022: Criminal (Bermuda, DJ Spicy feat. Teya)
- 2023: Bad Dream (Bermuda feat. Teya)
- 2023: Pay For It (Apollo On The Run feat. Teya)
- 2023: Making Grown Man Cry (Truu feat. Teya)
- 2023: Feeling Good (Crypto feat. Teya)
- 2024: Play Pretend (Apollo On The Run feat. Teya)
- 2024: Hunger (Aiko feat. Teya)
- 2025: Bite Marks (League of Legends feat. Teya)

Als Autorin
- 2025: Cleopatra (Aiko)
- 2025: Wasted Love (JJ)
- 2025: Heaven Sent (Kristy Spiteri)